# Rekordy Bundesligi

## Statystyki
Klub wygrywający sezon Bundesligi jest mianowany Mistrzem Niemiec i otrzymuje paterę mistrzowską (każdorazowo kopię). Ponadto kolejne liczby tytułów mistrzowskich uprawniają do umieszczenia gwiazdek mistrzowskich nad logiem klubu: od 3 zdobytych tytułów jedna gwiazdka, od 5 tytułów dwie gwiazdki, od 10 tytułów trzy gwiazdki, od 20 tytułów cztery gwiazdki, zaś od 30 triumfów pięć gwiazdek. Obecnie Bayern Monachium nosi pięć gwiazdek, Borussia Mönchengladbach oraz Borussia Dortmund ma dwie, a Werder Brema, Hamburger SV i VfB Stuttgart po jednej. W dotychczasowych 59 sezonach Bundesligi najczęściej mistrzem zostawał Bayern Monachium (33 triumfy), który przewodzi także tabeli wszech czasów Bundesligi.

### Mistrzowie Bundesligi
| Lp. | Drużyna                  | Miejsca na podium | Miejsca na podium | Miejsca na podium |    |   |
| --- | ------------------------ | ----------------- | ----------------- | ----------------- | -- | - |
| Lp. | Drużyna                  | 1.                | Bayern Monachium  | 33                | 10 | 6 |
| 2.  | Borussia Dortmund        | 5                 | 9                 | 7                 |    |   |
| 3.  | Borussia Mönchengladbach | 5                 | 2                 | 7                 |    |   |
| 4.  | Werder Brema             | 4                 | 7                 | 5                 |    |   |
| 5.  | Hamburger SV             | 3                 | 5                 | 2                 |    |   |
| 6.  | VfB Stuttgart            | 3                 | 3                 | 3                 |    |   |
| 7.  | 1. FC Köln               | 2                 | 5                 | 2                 |    |   |
| 8.  | 1. FC Kaiserslautern     | 2                 | 1                 | 2                 |    |   |
| 9.  | Bayer 04 Leverkusen      | 1                 | 6                 | 5                 |    |   |
| 10. | TSV 1860 Monachium       | 1                 | 1                 | 0                 |    |   |
| 10. | VfL Wolfsburg            | 1                 | 1                 | 0                 |    |   |
| 12. | Eintracht Brunszwik      | 1                 | 0                 | 1                 |    |   |
| 13. | 1. FC Nürnberg           | 1                 | 0                 | 0                 |    |   |
| 14. | Schalke 04 Gelsenkirchen | 0                 | 7                 | 4                 |    |   |
| 15. | RB Leipzig               | 0                 | 2                 | 3                 |    |   |
| 16. | Hertha BSC               | 0                 | 1                 | 4                 |    |   |
| 17. | Alemannia Aachen         | 0                 | 1                 | 0                 |    |   |
| 17. | MSV Duisburg             | 0                 | 1                 | 0                 |    |   |
| 19. | Eintracht Frankfurt      | 0                 | 0                 | 6                 |    |   |
| 20. | Fortuna Düsseldorf       | 0                 | 0                 | 2                 |    |   |
| 21. | KFC Uerdingen 05         | 0                 | 0                 | 1                 |    |   |
| 21. | SC Freiburg              | 0                 | 0                 | 1                 |    |   |
| 21. | TSG 1899 Hoffenheim      | 0                 | 0                 | 1                 |    |   |

stan na koniec sezonu 2024/2025

### Najwięcej występów
| Lp. | Zawodnik          | Mecze | Lata gry  | Kluby                                                                |
| --- | ----------------- | ----- | --------- | -------------------------------------------------------------------- |
| 1.  | Karl-Heinz Körbel | 602   | 1972–1991 | Eintracht Frankfurt                                                  |
| 2.  | Manfred Kaltz     | 581   | 1971–1991 | Hamburger SV                                                         |
| 3.  | Oliver Kahn       | 557   | 1987–2008 | Karlsruher SC, Bayern Monachium                                      |
| 4.  | Klaus Fichtel     | 552   | 1965–1988 | Schalke 04, Werder Brema                                             |
| 5.  | Miroslav Votava   | 546   | 1976–1996 | Werder Brema, Borussia Dortmund                                      |
| 6.  | Klaus Fischer     | 535   | 1968–1988 | TSV 1860 Monachium, Schalke 04, 1. FC Köln, VfL Bochum               |
| 7.  | Eike Immel        | 534   | 1978–1995 | Borussia Dortmund, VfB Stuttgart                                     |
| 8.  | Willi Neuberger   | 520   | 1966–1983 | Borussia Dortmund, Werder Brema, Wuppertaler SV, Eintracht Frankfurt |
| 9.  | Michael Lameck    | 518   | 1972–1988 | VfL Bochum                                                           |
| 10. | Uli Stein         | 512   | 1978–1997 | Arminia Bielefeld, Hamburger SV, Eintracht Frankfurt                 |

stan na 14 października 2016

### Najlepsi strzelcy
Źródło: worldfootball.net, kicker.de
| Lp. | Zawodnik            | Gole | Mecze | Lata gry  | Kluby                                                                   |
| --- | ------------------- | ---- | ----- | --------- | ----------------------------------------------------------------------- |
| 1.  | Gerd Müller         | 365  | 427   | 1965–1979 | Bayern Monachium                                                        |
| 2.  | Robert Lewandowski  | 312  | 384   | 2010–2022 | Borussia Dortmund, Bayern Monachium                                     |
| 3.  | Klaus Fischer       | 268  | 535   | 1968–1988 | TSV 1860 Monachium, Schalke 04, 1. FC Köln, VfL Bochum                  |
| 4.  | Jupp Heynckes       | 220  | 369   | 1965–1978 | Borussia Mönchengladbach, Hannover 96                                   |
| 5.  | Manfred Burgsmüller | 213  | 447   | 1969–1990 | Rot-Weiß Essen, Borussia Dortmund, 1. FC Nürnberg, Werder Brema         |
| 6.  | Claudio Pizarro     | 197  | 490   | 1999–2020 | Werder Brema, Bayern Monachium, 1. FC Köln                              |
| 7.  | Ulf Kirsten         | 182  | 350   | 1983–2003 | Dynamo Drezno, Bayer Leverkusen                                         |
| 8.  | Stefan Kuntz        | 179  | 448   | 1983–1999 | VfL Bochum, Bayer 05 Uerdingen, 1. FC Kaiserslautern, Arminia Bielefeld |
| 9.  | Dieter Müller       | 177  | 303   | 1972–1986 | Kickers Offenbach, 1. FC Köln, VfB Stuttgart, 1. FC Saarbrücken         |
| 9.  | Klaus Allofs        | 177  | 424   | 1975–1993 | Fortuna Düsseldorf, 1. FC Köln, Werder Brema                            |
| 11. | Mario Gómez         | 170  | 328   | 2004–2019 | VfB Stuttgart, Bayern Monachium, VfL Wolfsburg                          |

Stan na 14 maja 2022

### Pozostałe rekordy

#### Drużynowe
- Największa liczba triumfów w Bundeslidze: 33 – Bayern Monachium
- Największa liczba triumfów z rzędu w Bundeslidze: 11 – Bayern Monachium (sezon 2012/2013, 2013/2014, 2014/2015, 2015/2016, 2016/2017, 2017/2018, 2018/2019, 2019/2020, 2020/2021, 2021/2022, 2022/2023)
- Największa uzyskana liczba punktów w sezonie: 91 – Bayern Monachium (sezon 2012/2013)
- Największa uzyskana liczba punktów w roku kalendarzowym: 93 – Bayern Monachium (rok 2013)
- Największa uzyskana liczba punktów w rundzie jesiennej: 46 – Bayern Monachium (sezon 2015/2016)
- Największa uzyskana liczba punktów w rundzie wiosennej: 49 – Bayern Monachium (sezon 2012/2013)
- Największa różnica pomiędzy pierwszym a drugim miejscem: 25 punktów – Bayern Monachium (sezon 2012/2013)
- Największa liczba punktów zdobytych na własnym stadionie: b.d.
- Największa liczba punktów zdobytych na wyjeździe: 47 – Bayern Monachium (sezon 2012/2013)
- Najwięcej sezonów w Bundeslidze: 58 – Bayern Monachium (sezon 2022/2023)
- Najwcześniejszy mistrz Niemiec: 27. kolejka – Bayern Monachium (25 marca 2014, sezon 2013/2014)
- Najwcześniejszy mistrz jesieni: 14. kolejka – Bayern Monachium (28 listopada 2012, sezon 2012/2013)
- Najwyższe zwycięstwo w meczu Bundesligi: 12:0 – Borussia Mönchengladbach (Borussia Mönchengladbach vs. Borussia Dortmund, 29 kwietnia 1978)
- Najwięcej zwycięstw dwucyfrowych: 4 – Borussia Mönchengladbach (12:0 z Borussią Dortmund w 1978, 11:0 z Schalke 04 w 1967, 10:0 z Eintracht Brunszwik w 1984, 10:0 z Borussią Neunkirchen w 1967)
- Najwięcej zwycięstw w jednym sezonie: 29 – Bayern Monachium (sezon 2012/2013, 2013/2014)
- Najwięcej zwycięstw na własnym stadionie w jednym sezonie: 14 – Bayern Monachium (sezon 2012/2013)
- Najwięcej zwycięstw na wyjeździe w jednym sezonie: 15 – Bayern Monachium (sezon 2012/2013)
- Najmniej porażek w jednym sezonie: 0 – Bayer 04 Leverkusen (sezon 2023/2024)
- Najmniej porażek w meczach domowych: 0 – Bayer 04 Leverkusen (sezon 2023/2024)
- Najmniej porażek w meczach wyjazdowych: 0 – Bayern Monachium (sezon 1986/1987, 2012/2013), Bayer 04 Leverkusen (sezon 2023/2024)
- Najdłuższa seria zwycięstw: 19 – Bayern Monachium (sezon 2012/2013)
- Najdłuższa seria zwycięstw w trakcie jednego sezonu: 19 – Bayern Monachium (sezon 2012/2013)
- Najdłuższa seria zwycięstw na własnym stadionie: b.d.
- Najdłuższa seria zwycięstw na wyjeździe: 10 – Bayern Monachium (sezon 2012/2013)
- Najdłuższa seria zwycięstw liczona od początku sezonu: 8 – Bayern Monachium (sezon 2012/2013)
- Najdłuższa seria zwycięstw liczona od początku rundy wiosennej: 14 – Bayern Monachium (sezon 2012/2013)
- Najdłuższa seria bez porażki: 52 – Bayern Monachium (sezon 2012/2013)
- Najdłuższa seria bez porażki na własnym stadionie: b.d.
- Najdłuższa seria bez porażki na wyjeździe: 33 – Bayern Monachium (sezon 2012/2013)
- Najdłuższa seria bez porażki w sezonie: 29 – Borussia Dortmund (sezon 2011/2012)
- Najdłuższa seria bez porażki liczona od początku sezonu: 34 – Bayer 04 Leverkusen (sezon 2023/2024)
- Najdłuższa seria bez porażki liczona od początku rundy wiosennej: 17 (wszystkie mecze) – Borussia Dortmund (sezon 2011/2012), Bayern Monachium (sezon 2012/2013), Bayer 04 Leverkusen (sezon 2023/2024)
- Najwięcej strzelonych bramek w sezonie: 101 – Bayern Monachium (sezon 1971/1972)
- Najmniej straconych bramek w sezonie: 17 – Bayern Monachium (sezon 2015/2016)
- Najwięcej strzelonych bramek w jednym roku kalendarzowym: 116 – Bayern Monachium (rok 2021)[2]
- Najlepszy bilans goli: +80 – Bayern Monachium (sezon 2012/13)
- Największa liczba meczów bez straconej bramki: 21 – Bayern Monachium (sezon 2012/2013)
- Najwięcej strzelonych bramek na własnym stadionie: b.d.
- Najwięcej strzelonych bramek na wyjeździe: 43 – Werder Brema (sezon 2006/2007)
- Najmniej straconych bramek na własnym stadionie: 5 – Werder Brema[3] (sezon 1992/1993)
- Najmniej straconych bramek na wyjeździe: 7 – Werder Brema (sezon 1987/1988), Bayern Monachium (sezon 2012/2013)
- Najwięcej strzelonych bramek w rundzie jesiennej: b.d.
- Najmniej straconych bramek w rundzie jesiennej: 7 – VFB Stuttgart (sezon 2003/2004), Bayern Monachium (sezon 2012/2013)
- Najlepszy bilans bramkowy po rundzie jesiennej: +37 – Bayern Monachium (sezon 2012/2013)
- Najwięcej strzelonych bramek w rundzie wiosennej: b.d.
- Najmniej straconych bramek w rundzie wiosennej: b.d.
- Najlepszy bilans bramkowy po rundzie wiosennej: b.d.
- Najwięcej strzelonych bramek na własnym stadionie w rundzie jesiennej: b.d.
- Najmniej straconych bramek na własnym stadionie w rundzie jesiennej: b.d.
- Najwięcej strzelonych bramek na wyjazdach w rundzie jesiennej: b.d.
- Najmniej straconych bramek na wyjazdach w rundzie jesiennej: 1 – Bayern Monachium (sezon 2012/2013)
- Najwięcej strzelonych bramek na własnym stadionie w rundzie wiosennej: b.d.
- Najmniej straconych bramek na własnym stadionie w rundzie wiosennej: b.d.
- Najwięcej strzelonych bramek na wyjazdach w rundzie wiosennej: b.d.
- Najmniej straconych bramek na wyjazdach w rundzie wiosennej: b.d.
- Liczba spotkań wygranych różnicą dwóch lub więcej goli: 23 – Bayern Monachium (sezon 2012/2013)
- Najdłuższa seria ze strzeloną bramką: 64 – Bayern Monachium (od 20 kwietnia 2012)[4][5]
- Najdłuższa seria ze zdobytą bramką na własnym stadionie liczona od początku sezonu: 17 – Bayern Monachium (sezon 2012/2013)
- Najdłuższa seria ze zdobytą bramką na własnym stadionie liczona od początku rundy wiosennej: b.d.
- Najdłuższa seria ze zdobytą bramką na wyjeździe liczona od początku sezonu: 17 – Bayern Monachium (sezon 2012/2013)
- Najdłuższa seria ze zdobytą bramką na własnym stadionie liczona od początku sezonu: b.d.
- Najdłuższa seria bez straconej bramki: 9 – VFB Stuttgart[3] (sezon 2002/2003)
- Najdłuższa seria bez straconej bramki na własnym stadionie: 9 – VFL Bochum[3] (sezon 2003/2004)
- Najdłuższa seria bez straconej bramki na wyjeździe: b.d.
- Najdłuższa seria bez straconej bramki na własnym stadionie liczona od początku sezonu: b.d.
- Najdłuższa seria bez straconej bramki na własnym stadionie liczona od początku rundy wiosennej: b.d.
- Najdłuższa seria bez straconej bramki na wyjeździe liczona od początku sezonu: 5 – Bayern Monachium (sezon 2012/2013)
- Najdłuższa seria bez straconej bramki na wyjeździe liczona od początku rundy wiosennej: b.d.
- Co najmniej jedna bramka w każdym spotkaniu: 1. FC Köln (sezon 1963/1964), Bayern Monachium (sezon 2012/2013)
- Prowadzenie w tabeli od pierwszej do ostatniej kolejki: 5 – Bayern Monachium (sezon 1968/1969, 1972/1973, 1984/1985, 2007/2008, 2012/2013)
- Najwięcej rzutów rożnych jednego zespołu: 25 – TSV Monachium[3] (TSV Monachium – VFL Wolfsburg, 31 października 1998)
- Najwięcej oddanych strzałów na bramkę przez jeden zespół: 41 – Borussia Dortmund, TSV Monachium, Borussia Mönchengladbach[3]
- Najwięcej bramek zdobytych przez rezerwowych: 17 – Werder Brema[3] (sezon 2006/07)
- Najlepszy wicelider Bundesligi wszech czasów Borussia Dortmund 77 punktów (2015/2016)

#### Indywidualne
- Zawodnicy najczęściej sięgający po mistrzostwo Bundesligi: Thomas Müller – 11, David Alaba, Robert Lewandowski, Manuel Neuer – 10, Jérôme Boateng, Franck Ribéry – 9, Philipp Lahm – 8, Klaus Augenthaler, Kingsley Coman, Joshua Kimmich, Lothar Matthäus, Arjen Robben i Alexander Zickler – 7.
- Szkoleniowcy najczęściej sięgający po mistrzostwo Bundesligi: Udo Lattek – 8 (sześć z Bayernem Monachium i dwa z Borussią Mönchengladbach), Ottmar Hitzfeld – 7, Hennes Weisweiler – 4.
- Trenerzy zdobywający mistrzostwo z dwoma różnymi klubami: Maximilian Merkel (TSV 1860 Monachium / 1. FC Nürnberg), Udo Lattek (Bayern Monachium / Borussia Mönchengladbach), Hennes Weisweiler (Borussia Mönchengladbach / 1. FC Köln), Branko Zebec (Bayern Monachium / Hamburger SV), Otto Rehhagel (Werder Brema / 1. FC Kaiserslautern), Ottmar Hitzfeld (Borussia Dortmund / Bayern Monachium) i Felix Magath (Bayern Monachium / VfL Wolfsburg).
- Zdobywający mistrzostwo jako piłkarz i trener: Helmut Benthaus (1964 – 1. FC Köln oraz 1984 – VfB Stuttgart), Jupp Heynckes (1971, 1975, 1976, 1977 – Borussia Mönchengladbach oraz 1989, 1990, 2013 – Bayern Monachium), Franz Beckenbauer (1969, 1972, 1973, 1974 – Bayern Monachium oraz 1982 – Hamburger SV i 1994 – Bayern Monachium), Matthias Sammer (1992 – VfB Stuttgart i 1995, 1996 – Borussia Dortmund oraz 2002 – Borussia Dortmund), Thomas Schaaf (1988, 1993 – Werder Brema oraz 2004 – Werder Brema), Felix Magath (1979, 1982, 1983 – Hamburger SV oraz 2005, 2006 – Bayern Monachium i 2009 – VfL Wolfsburg)
- Najwięcej występów w Bundeslidze: 602 – Karl-Heinz Körbel (Eintracht Frankfurt w latach 1972–1991).
- Najwięcej występów w meczach z rzędu: 442 – Sepp Maier (Bayern Monachium, od początku sezonu 1966/1967 do końca sezonu 1978/1979, nie zdołał poprawić tego rekordu, gdyż przed kolejnym sezonem uległ poważnemu wypadkowi samochodowemu).
- Najskuteczniejszy strzelec w historii: Gerd Müller – 365 goli w 427 meczach Bundesligi.
- Najskuteczniejszy strzelec w jednym sezonie: Robert Lewandowski (sezon 2020/2021) – 41 goli
- Najskuteczniejszy strzelec w jednym roku kalendarzowym: Robert Lewandowski (rok 2021) – 43 gole
- Najskuteczniejszy strzelec-obcokrajowiec w historii: Robert Lewandowski – 312 goli w 384 meczach Bundesligi.
- Najskuteczniejszy strzelec-obcokrajowiec w jednym sezonie: Robert Lewandowski (Bayern Monachium, sezon 2020/2021) – 41 goli
- Najskuteczniejszy strzelec-obcokrajowiec w jednym roku kalendarzowym: Robert Lewandowski (rok 2021) – 43 gole
- Najskuteczniejszy duet strzelców w jednym sezonie: 54 gole – Edin Džeko i Grafite (VfL Wolfsburg, sezon 2008/2009).
- Najwięcej goli zdobytych przez zawodnika w jednym meczu: 6 – Dieter Müller (1. FC Köln – Werder Brema 7:2, 17 sierpnia 1977).
- Najwięcej goli zdobytych przez zawodnika wchodzącego z ławki w jednym meczu: 5 – Robert Lewandowski (Bayern Monachium – VfL Wolfsburg, 22 września 2015)
- Najwięcej goli samobójczych: 6 – Manfred Kaltz (Hamburger SV). Sześciu piłkarzy strzeliło dwa gole samobójcze w jednym meczu.
- Najwięcej goli z rzutów karnych: 53 – Manfred Kaltz (przy tym nie wykorzystał siedmiu innych). Michael Nushöhr to jedyny zawodnik, który wykorzystał 3 rzuty karne w jednym meczu. Gerd Müller zmarnował 12 z łącznie egzekwowanych 63 „jedenastek”. Hans-Jörg Butt jest najskuteczniejszym bramkarzem wykonującym rzuty karne – zamienił na gola 26 „jedenastek”. Jedyne gole z rzutów karnych strzelone w jednym meczu przez dwóch różnych bramkarzy uzyskali Jens Lehmann i Frank Rost.
- Najwięcej kolejnych meczów ligowych ze strzelonym golem: 15 – Robert Lewandowski (Bayern Monachium)[6].
- Najwięcej kolejnych meczów o stawkę ze strzelonym golem: 19 – Robert Lewandowski (Bayern Monachium)[6]
- Najwięcej kolejnych zwycięskich meczów z rzędu w sezonie: 18 – Manuel Neuer, Rafinha, Mario Götze (Bayern Monachium, sezon 2013/2014).
- Najwięcej kolejnych zwycięskich meczów z rzędu: 24 – Javi Martínez[7] (Bayern Monachium, od 19 stycznia 2013 do 24 sierpnia 2013).
- Najwięcej kolejnych zwycięskich meczów z rzędu od debiutu w Bundeslidze: b.d.
- Najwięcej kolejnych nieprzegranych meczów z rzędu w sezonie: b.d.
- Najwięcej kolejnych nieprzegranych meczów z rzędu: 49 – Franck Ribéry[4][8] (Bayern Monachium, od 14 kwietnia 2012).
- Najwięcej kolejnych nieprzegranych meczów z rzędu od debiutu w Bundeslidze: 39 – Javi Martínez[4][5][7][9] (Bayern Monachium, od 2 września 2012).
- Najwięcej meczów bramkarza bez straty gola: 20 – Manuel Neuer (Bayern Monachium, sezon 2014/2015).
- Najwięcej minut bramkarza bez straty gola: 884 – Timo Hildebrand (VfB Stuttgart, od 25 maja do 4 października 2003).
- Najwięcej minut bramkarza bez straty gola na własnym stadionie: 911 – Rein van Duijnhoven[3]
- Najwięcej minut bramkarza bez straty gola na wyjeździe: b.d.
- Najwięcej kontaktów z piłką w jednym meczu: 185 – Thiago Alcântara[10] (Bayern Monachium – Eintracht Frankfurt, 1 lutego 2014)
- Najwięcej podań w jednym meczu: 159 – Thiago Alcântara[10] (Bayern Monachium – Eintracht Frankfurt, 1 lutego 2014)
- Najstarszy trener, który został mistrzem: Jupp Heynckes (68 lat 9 dni, Bayern Monachium, sezon 2012/2013).
- Najmłodszy trener, który został mistrzem: Matthias Sammer (35 lat 242 dni, Borussia Dortmund, sezon 2001/2002).
- Najszybciej zdobyta bramka: Karim Bellarabi (8 s, Borussia Dortmund – Bayer 04 Leverkusen, 23 sierpnia 2014)
- Najszybciej zdobyty hat-trick w jednym meczu: Robert Lewandowski (3 min 22 s, Bayern Monachium – VfL Wolfsburg, 22 września 2015)
- Najszybciej zdobyte 4 bramki w jednym meczu: Robert Lewandowski (5 min 42 s, Bayern Monachium – VfL Wolfsburg, 22 września 2015)
- Najszybciej zdobyte 5 bramek w jednym meczu: Robert Lewandowski (8 min 59 s, Bayern Monachium – VfL Wolfsburg, 22 września 2015)

#### Inne
- Najwięcej goli ogółem w sezonie: 1097 w 306 meczach – sezon 1983/1984 (śr. 3,58 na mecz).
- Najmniej goli ogółem w sezonie: 790 w 306 meczach – sezon 1989/1990 (śr. 2,58 na mecz).
- Najwyższa frekwencja widzów w meczu: 88 075 w Berlinie podczas spotkania Hertha BSC – 1. FC Köln (26 września 1969).